# ایان هافمن
ایان هافمن (انگلیسی: Ian Hoffmann؛ زادهٔ ۸ سپتامبر ۲۰۰۱) بازیکن فوتبال اهل ایالات متحده آمریکا است.
وی همچنین در تیم‌های ملی فوتبال ایالات متحده آمریکا، جوانان آلمان، و United States men's national under-18 soccer team، جوانان آلمان، و United States men's national under-20 soccer team بازی کرده‌است.